# Coro delle monache del monastero di Santa Giulia
Il coro delle monache è un edificio del monastero di Santa Giulia, a Brescia, compreso tra la chiesa di San Salvatore e la chiesa di Santa Giulia, costruito tra la fine del Quattrocento e l'inizio del Cinquecento come coro per San Salvatore.
Il coro si trova all'interno del percorso espositivo del museo di Santa Giulia e vi espone i monumenti funerari di età veneta, dei quali sono qui raccolti alcuni pregevoli esemplari, tra cui il mausoleo Martinengo ed il monumento funebre di Nicolò Orsini. Gli affreschi alle pareti sono di Floriano Ferramola e Paolo da Caylina il Giovane e risalgono agli anni 1520.

## Storia

### Commissione e i documenti relativi
Il 25 gennaio 1466 la badessa Elena Masperoni si accorda con i maestri muratori Filippo da Caravaggio e Giovanni del Formaggio per la costruzione di un nuovo coro per la chiesa di San Salvatore. L'esigenza di un luogo separato di grandi dimensioni nasceva, molto probabilmente, non solo dalla comunità monastica in crescita ma anche dal dovere di restaurare il rispetto della clausura ribadita dalla congregazione cassinese alla quale il monastero si era da poco annesso.
Nello stesso 1466, in agosto, è documentata la traslazione della cappella dedicata a san Daniele, antistante la basilica, per consentire la costruzione del coro: se ne deduce pertanto che l'edificio progettato dovesse occupare l'area poi dimostratasi effettiva, cioè la zona davanti alla facciata di San Salvatore o gran parte di essa, riutilizzando murature preesistenti per impostare le pareti laterali.
Sembra inoltre che già nel 1479 il cantiere fosse concluso, dal momento che, in quell'anno, un documento risulta redatto "in loco terraneo sub choro monasterii", lasciando inoltre intendere l'esistenza dell'atrio sottostante il coro vero e proprio, all'epoca utilizzato come nuovo ingresso coperto a San Salvatore.

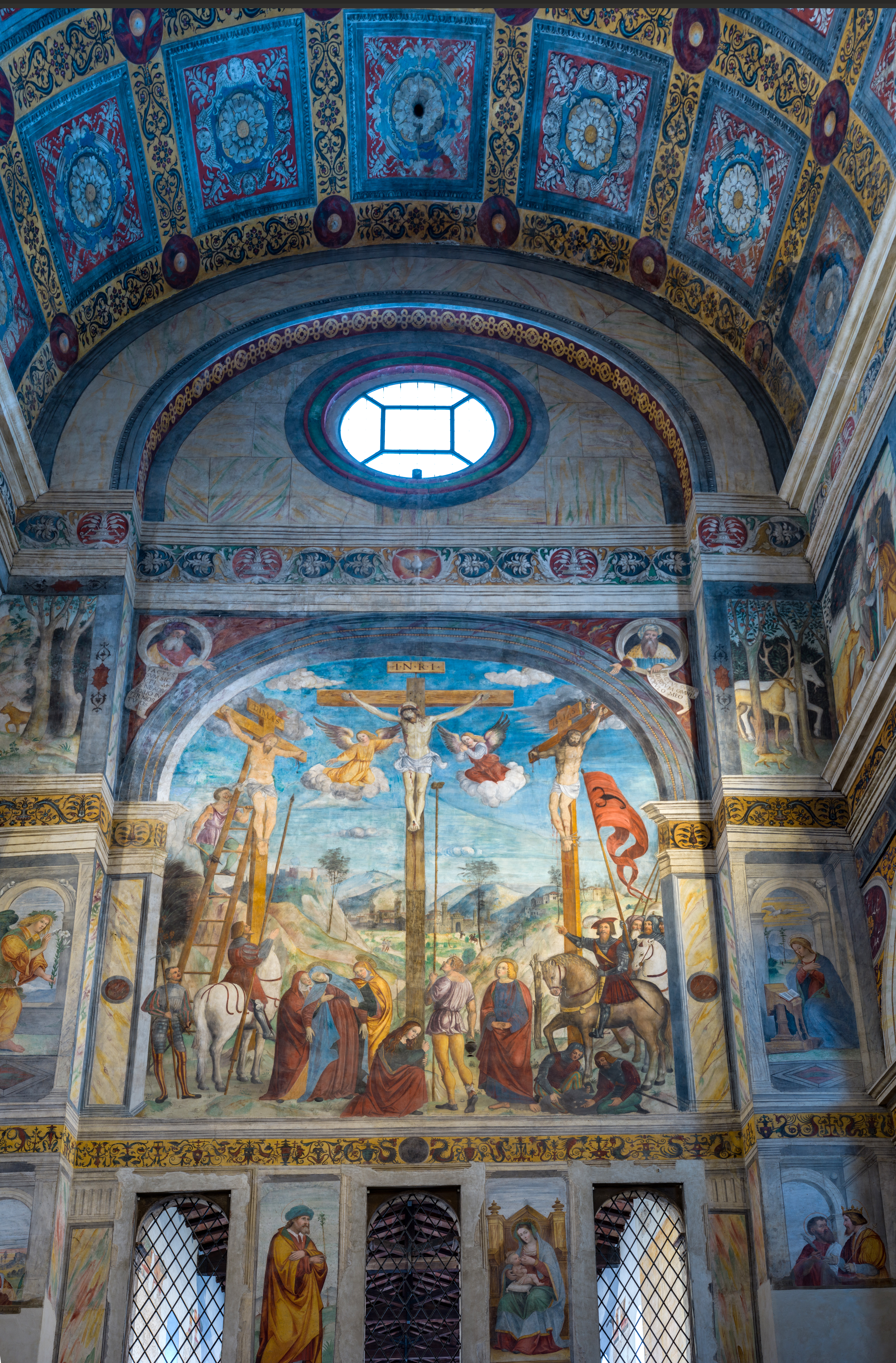
Coro del Monache con raffigurata la crocifissione di Cristo

### Il coro è quello del 1466?
Non è chiaro, però se il coro costruito a partire dal 1466 è effettivamente quello ancora visibile. Se così fosse, come d'altronde tutte queste testimonianze lasciano intendere, esso apparirebbe come fortemente innovativo nel panorama dell'architettura religiosa bresciana di fine Quattrocento, caratterizzata da forme tardo gotiche e potrebbe essere riconosciuto come un caso assolutamente precoce di affermazione del linguaggio rinascimentale. La cultura architettonica bresciana dell'epoca andrebbe notevolmente rivalutata in quanto evidentemente aggiornata ai canoni introdotti da Leon Battista Alberti e l'edificio costituirebbe un unicum per Brescia, edificato più di un decennio prima dell'avvio del cantiere del palazzo della Loggia.
La critica storica fino all'Ottocento, sulla base dei documenti prima citati che testimoniano in modo comunque molto preciso l'edificazione del coro nella seconda metà del Quattrocento, non ha mai dubitato a collocare l'edificio oltre tale data. Dalla seconda metà del Novecento, però, ragionate riflessioni di carattere stilistico basate in particolare sul confronto con altri edifici negherebbero al coro delle monache il primato e gli onori conquistati in passato. Negli stessi anni, se non più tardi, in cui si sarebbe elevato l'albertiano edificio, infatti, la chiesa di Sant'Agata veniva ricostruita utilizzando volte a crociera su gotici pilastri a fascio, la chiesa del Santissimo Corpo di Cristo (a poche decine di metri!) veniva costruita ex novo in pieno linguaggio gotico, il nuovo coro del Duomo vecchio veniva edificato inserendo alte volte a crociera costolonate con volta a ombrello sull'abside e la chiesa di Santa Maria del Carmine assumeva nuove linee gotiche, mentre in uno dei chiostri ad essa annessi veniva realizzata la prima loggetta proto-rinascimentale solo nel 1480. Molto difficile, allo stesso tempo, risulta attribuire un linguaggio moderno e aggiornato ai "maestri muratori" Filippo da Caravaggio e Giovanni del Formaggio, di formazione locale, la cui produzione architettonica nota si mantenne sempre, prima e dopo il 1466, gotica o al massimo proto rinascimentale.
Considerati tutti questi fattori, pertanto, la letteratura critica contemporanea propende per alcune, verosimili ipotesi, soprattutto su una non documentata ricostruzione cinquecentesca che avrebbe demolito il coro appena ultimato, oppure sull'eventualità di una costruzione realizzata in fasi successive, perciò avviata sì nel 1466 ma conclusa all'inizio del Cinquecento, magari anche operando modifiche alle parti già concluse per aggiornarne il linguaggio architettonico. A questo proposito, durante i lavori di allestimento del museo di Santa Giulia alla fine del Novecento, è stato osservato che uno dei contrafforti settentrionali del coro copre parzialmente una finestra di un locale sottostante la sala del capitolo, documentata a partire dal 1480. Tralasciando qualsiasi ipotesi di ricostruzione e ponendo che il coro visibile sia effettivamente quello commissionato nel 1466 dalla badessa Masperoni, l'apertura del cantiere dovrebbe quindi essere collocata almeno oltre questa data, facendo rientrare gli elementi stilistici del coro in un panorama culturale in via di affermazione e non più di decisa novità. Ciò non esclude, comunque, le ipotesi della ricostruzione integrale o di un cantiere proseguito in più fasi, prima esposte. L'impianto del Coro e gli alzati sui lati lunghi con arconi su piloni su cui si imposta la grande volta a botte rispecchia i dettami presenti nel De re Aedificatoria di Leon Battita Alberti. Una struttura all'antica sottolineata dal rigore steremetrico. Una grande aula concepita albertianamente all'antica.

### Vicende successive
In ogni caso, il coro viene concluso prima o entro il terzo decennio del Cinquecento, periodo in cui viene avviato il progetto di decorazione per mano di Floriano Ferramola che ne affresca il registro superiore e la volta di copertura. Morto quest'ultimo nel 1528, subentra al suo posto Paolo da Caylina il Giovane che finirà per eseguire la maggior parte del lavoro affrescando il registro inferiore nord e altri brani di contorno al lavoro del Ferramola. A un anonimo pittore bresciano della fine del Cinquecento è infine attribuibile il completamento dell'opera, con la stesura degli affreschi del registro inferiore sud.
Nella seconda metà dell'Ottocento, nel coro e nell'annessa chiesa di Santa Giulia viene aperto il Museo dell'Età Cristiana, nucleo primitivo dell'odierno Museo di Santa Giulia. Per permettere al pavimento di reggere il peso delle numerose teche e dei reperti esposti, l'ambiente sottostante il coro viene rimaneggiato e, al posto della grande volta ad arco ribassato, viene costruita una serie di volte a crociera su pilastri binati, mentre il pavimento superiore viene ribassato portandolo al livello della chiesa di Santa Giulia, permettendo così una migliore fruizione dell'ambiente. L'intera operazione viene progettata e diretta da Antonio Tagliaferri.
Con l'apertura del Museo di Santa Giulia nel 1998 il coro è entrato definitivamente nel percorso espositivo e, per dividerlo nuovamente dalla chiesa di Santa Giulia, esterna al percorso, è stato inserito un pannello divisorio in corrispondenza dell'arco di connessione tra i due ambienti. Il coro è stato quindi scelto per l'esposizione dei monumenti funerari di età veneta, dei quali sono qui raccolti alcuni pregevoli esemplari, tra cui il mausoleo Martinengo ed il monumento funebre di Nicolò Orsini.

## Descrizione
L'edificio si sviluppa su due livelli: il piano inferiore costituisce l'antico sagrato coperto previsto per accedere a San Salvatore una volta occlusa la facciata, modificato poi dal Tagliaferri nella seconda metà dell'Ottocento inserendovi le volte a crociera su pilastri binati.
Il piano superiore è invece il coro vero e proprio, formato da un ambiente molto alto coperto da volta a botte collegato a est con San Salvatore tramite tre piccole finestre dotate di grata, a ovest con Santa Giulia tramite un arcone, anch'esso sbarrato dal pannello divisorio prima citato.

## Affreschi del registro superiore

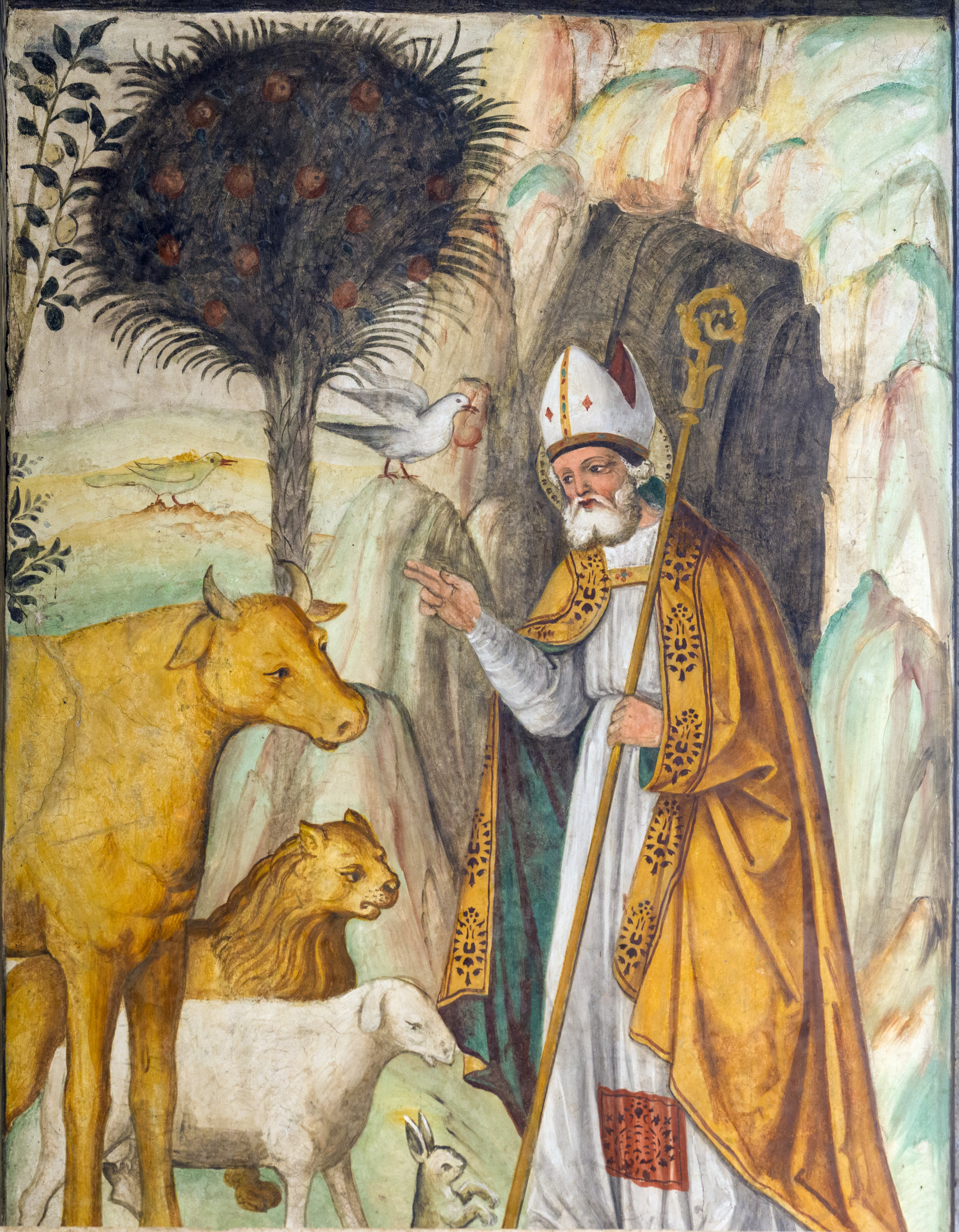
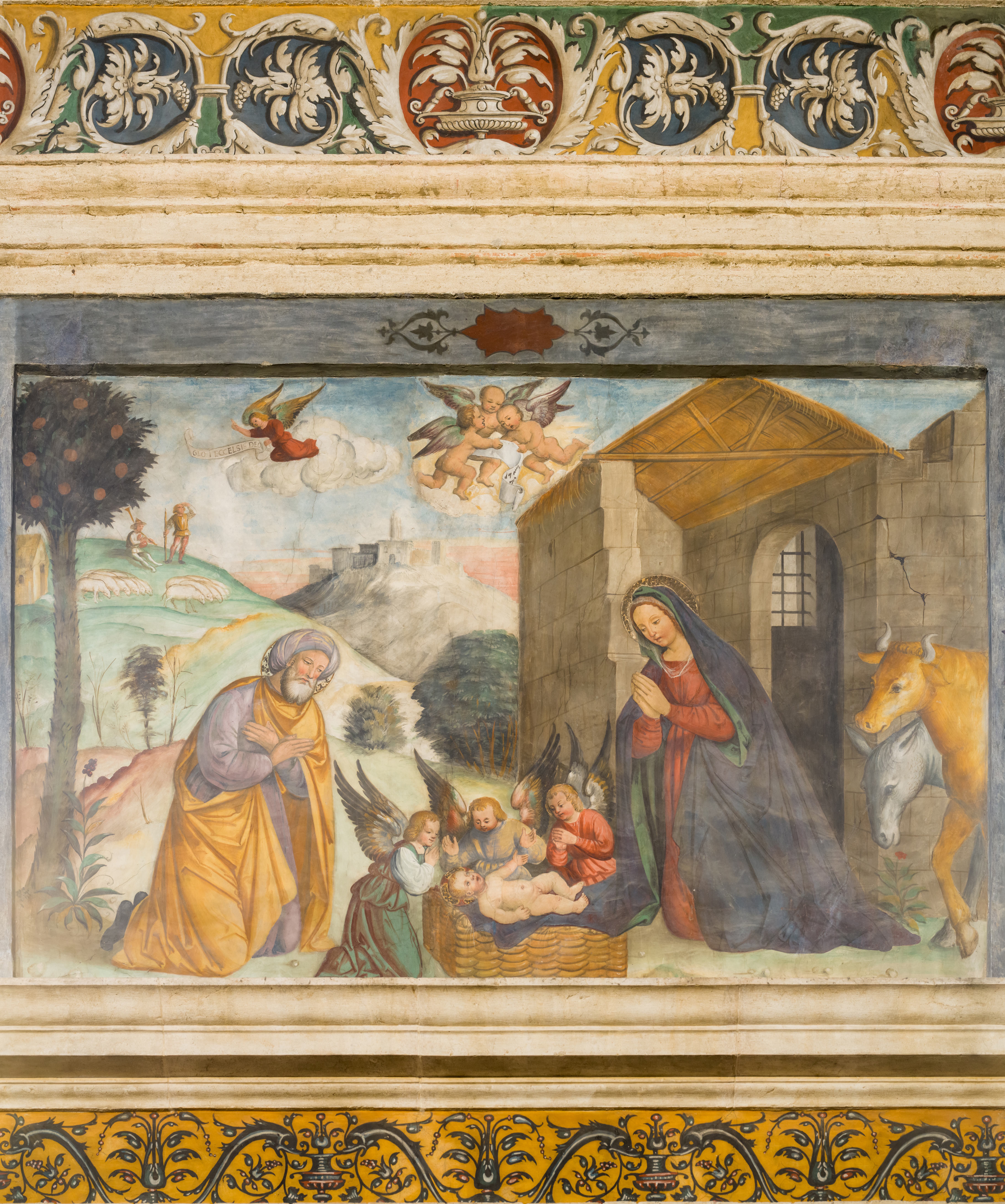
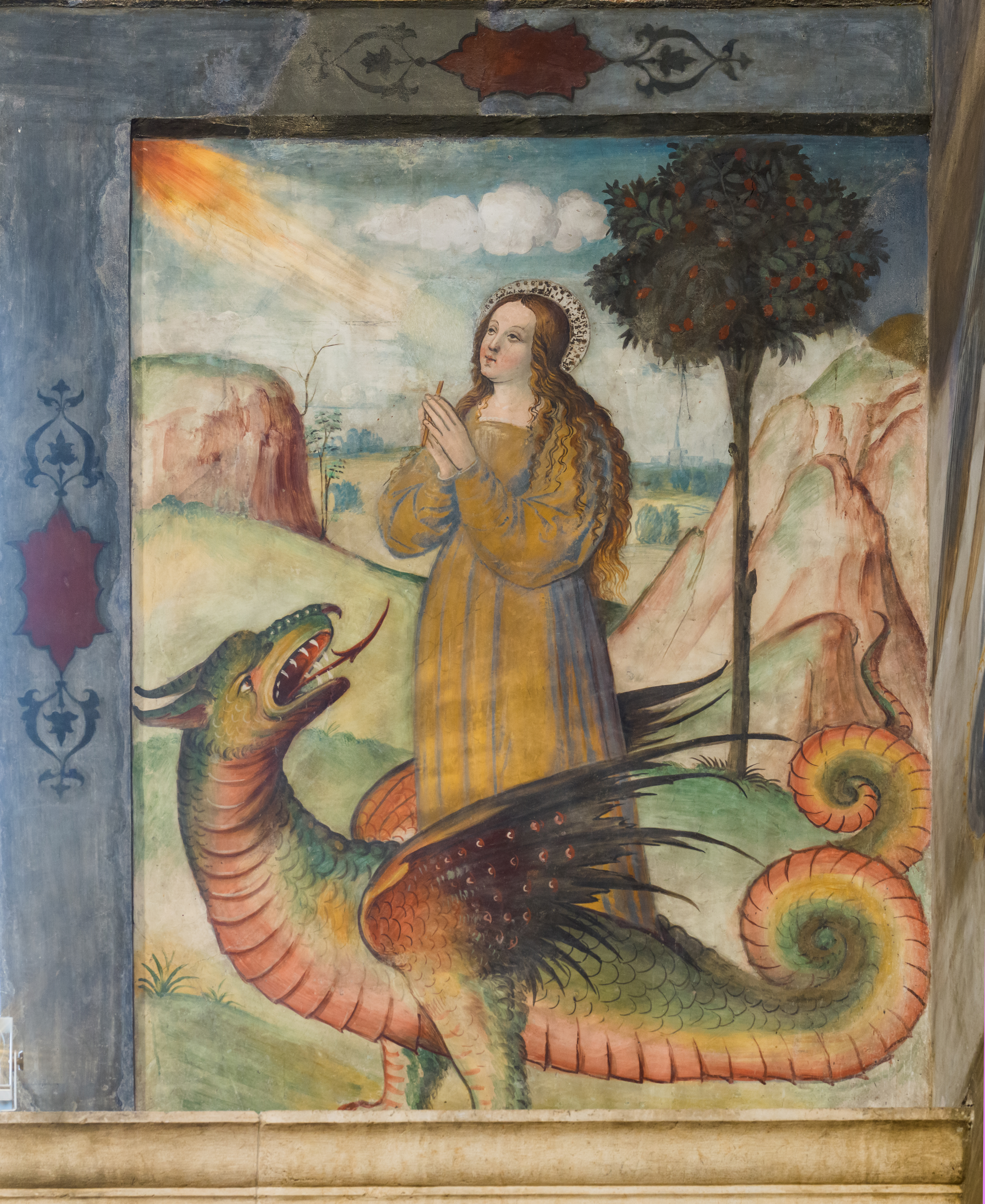

Gli affreschi del registro superiore del Ferramola.

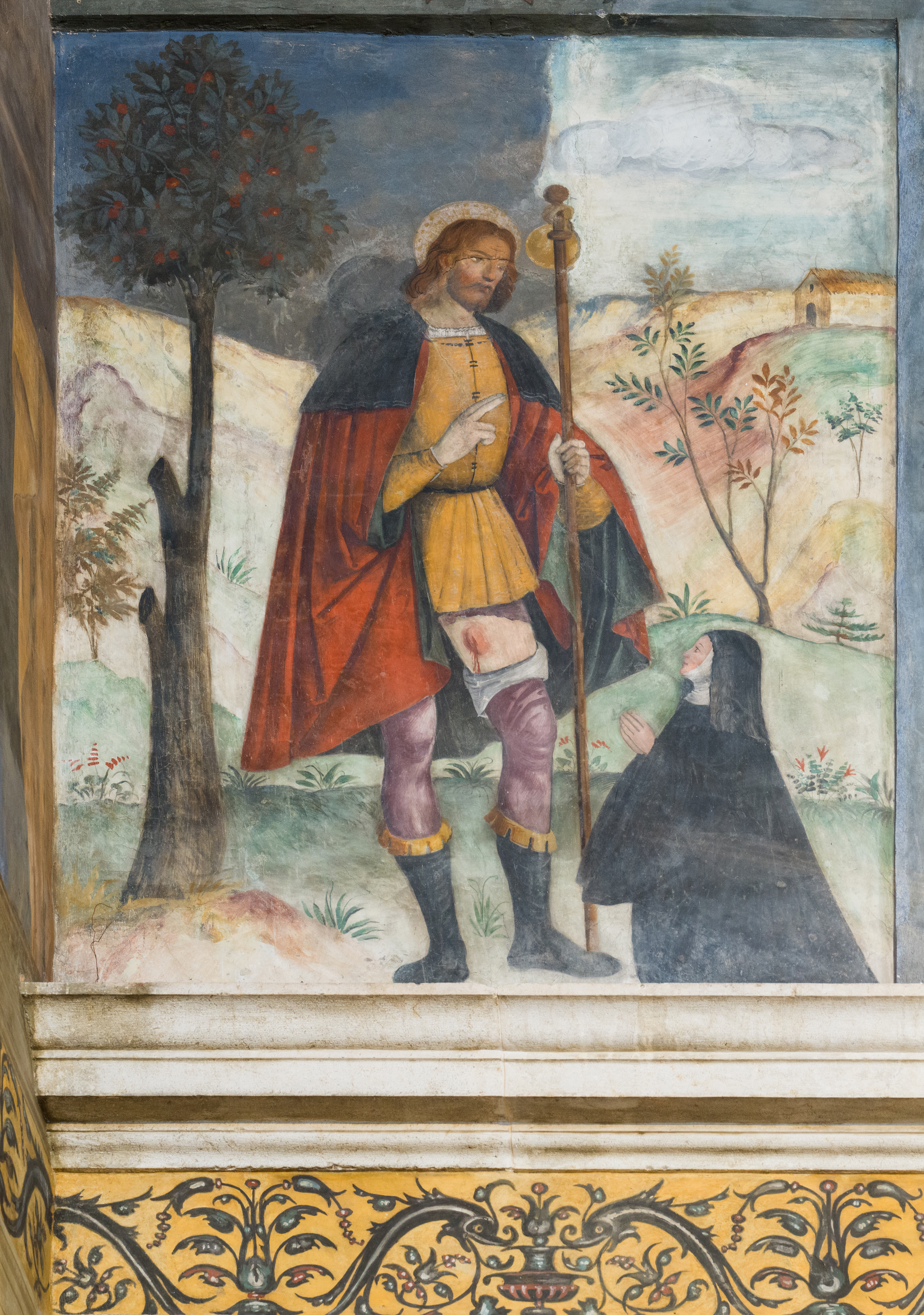
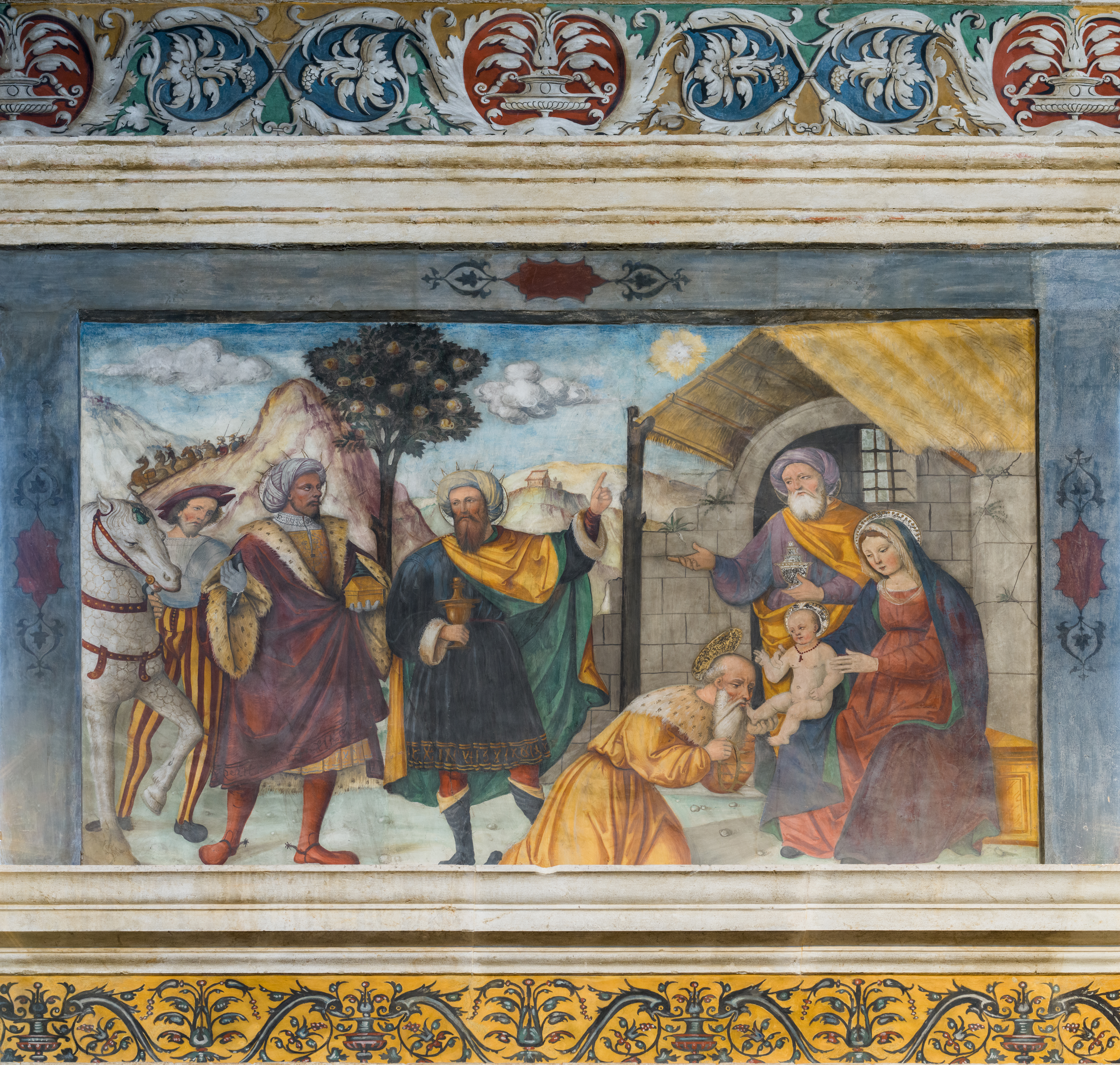
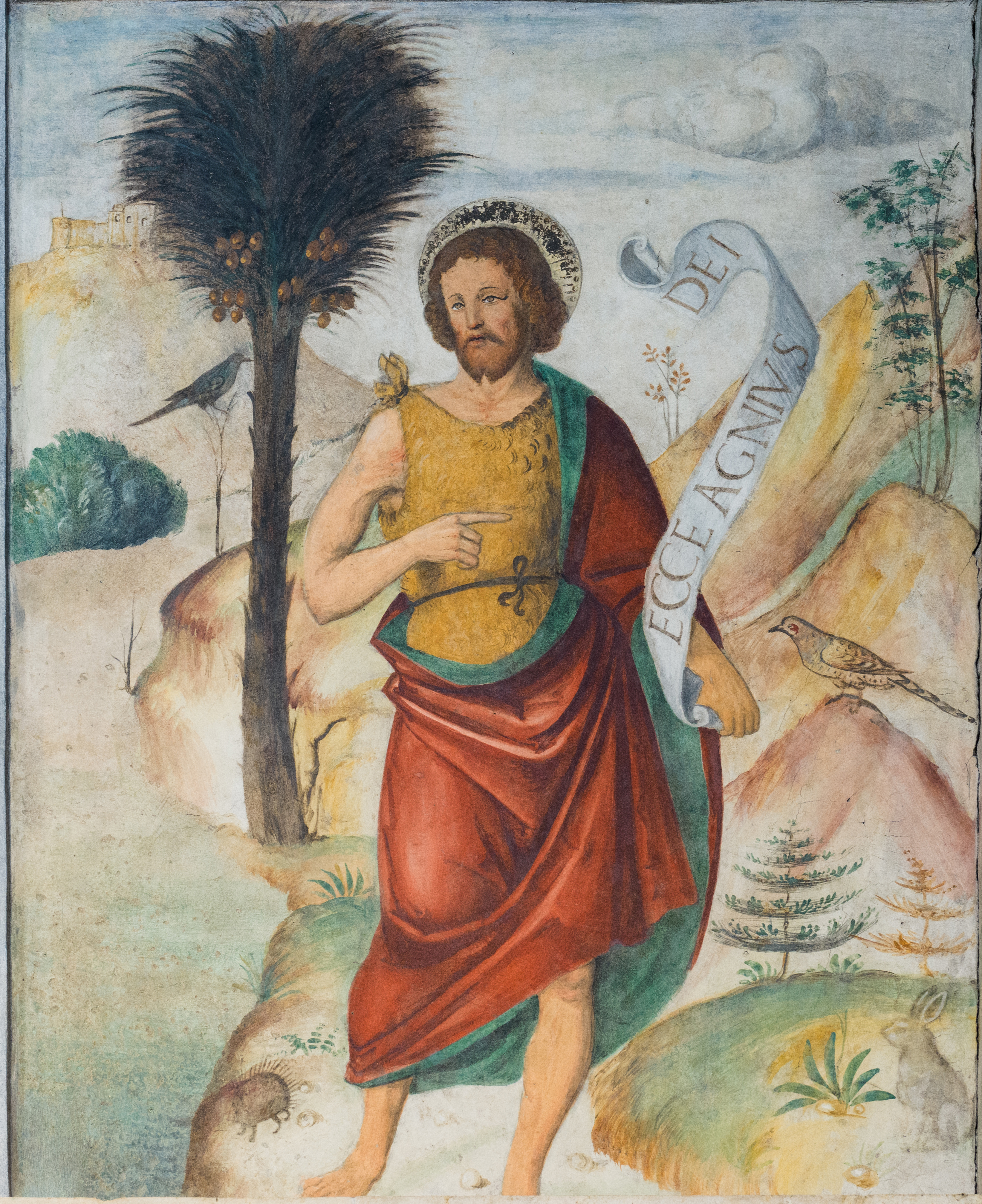

Lato settentrionale
Lato meridionale

## Opere esposte
- Bernardino delle Croci, Mausoleo Martinengo, marmi vari e bronzo, 1503
- Anonimo - Arca di san Paterio, marmo di Botticino, 1478 circa
- Antonio Mangiacavalli, Monumento funebre di Nicolò Orsini, primo decennio del XVI secolo